# Бланзак-Поршрес (кантон)
Бланза́к-Поршре́с (фр. Blanzac-Porcheresse) — кантон во Франции, находится в регионе Пуату — Шаранта, департамент Шаранта. Входит в состав округа Ангулем.
Код INSEE кантона — 1607. Всего в кантон Бланзак-Поршрес входят 17 коммун, из них главной коммуной является Бланзак-Поршрес.
Население кантона на 2007 год составляло 8 080 человек.
Коммуны кантона:
- Бессак
- Бешрес
- Бланзак-Поршрес
- Вульжезак
- Жюриньяк
- Кле
- Крессак-Сен-Жени
- Менфон
- Мутье-сюр-Боэм
- Обвиль
- Перёй
- Периньяк
- Плассак-Руфьяк
- Сен-Леже
- Шадюри
- Шампань-Виньи
- Этрияк